# Aimee Carrero

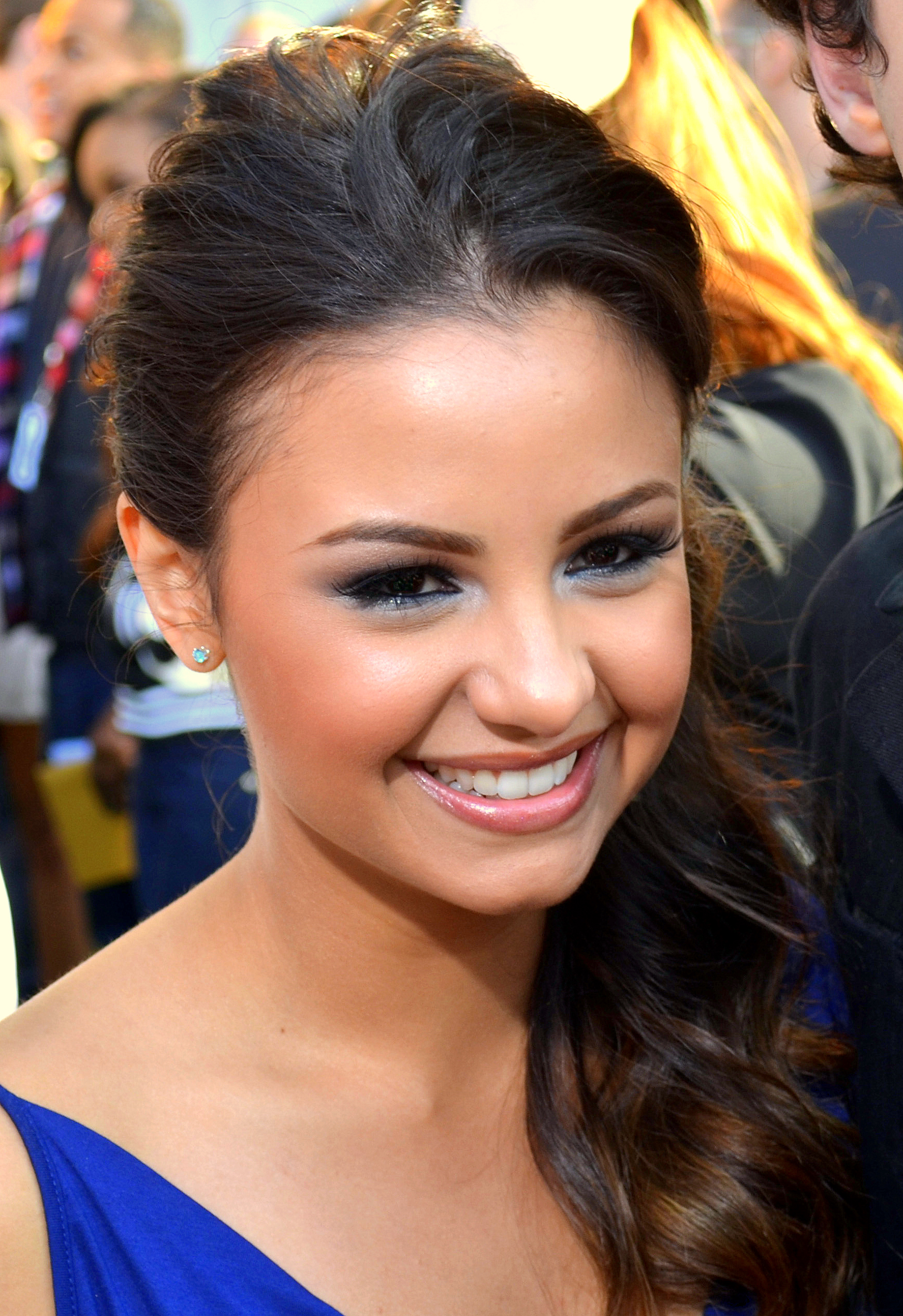
Aimee Carrero (2012)

Aimee Carrero (ur. 15 lipca 1988 w Santo Domingo) – amerykańska aktorka, która wystąpiła m.in. w serialach She-Ra i księżniczki mocy, Elena z Avaloru i Young & Hungry.

## Filmografia

### Filmy
| Rok  | Tytuł               | Rola             | Uwagi       |
| ---- | ------------------- | ---------------- | ----------- |
| 2007 | The Essential Man   | Eva Stroheim     | krótkometr. |
| 2007 | Category 4          | Alexandra        | krótkometr. |
| 2009 | Alvin i wiewiórki 2 | Emily            |             |
| 2010 | Never Winter        | Sam              | krótkometr. |
| 2014 | Diabelskie nasienie | Emily            |             |
| 2014 | Obituaries          | Marie Sinclair   | krótkometr. |
| 2015 | Łowca czarownic     | Miranda          |             |
| 2017 | Yoshua              | Maelle           | krótkometr. |
| 2018 | The Portuguese Kid  | Patti Dragonetti |             |
| 2018 | Dylan               | Maritza          | krótkometr. |
| 2020 | Wander Darkly       | Shea             |             |
| 2020 | Randki od święta    | Carly            |             |
| 2022 | Mack & Rita         | Sunita           |             |
| 2022 | The Menu            | Felicity         |             |
| 2022 | Świąteczny duch     | Nora             |             |
| 2024 | Pierwsza klasa      | Vivian           |             |

### Telewizja
| Rok       | Tytuł                         | Rola                  | Uwagi                   |
| --------- | ----------------------------- | --------------------- | ----------------------- |
| 2009      | Hannah Montana                | Mia                   | 1 odc.                  |
| 2009      | Lincoln Heights               | Sylvia Torres         | 4 odc.                  |
| 2009      | Mentalista                    | Cassie                | 1 odc.                  |
| 2010      | Greek                         | Sunny                 | 1 odc.                  |
| 2011      | Level Up                      | Angie                 | film TV                 |
| 2012–2013 | Level Up                      | Angie                 | w gł. obsadzie; 35 odc. |
| 2012      | Błękitna laguna: Przebudzenie | Jude                  | film TV                 |
| 2014      | Dzidzitata                    | Sydney                | 1 odc.                  |
| 2014      | Zawód: Amerykanin             | Lucia                 | 4 odc.                  |
| 2014–2018 | Young & Hungry                | Sofia Rodriguez       | w gł. obsadzie; 71 odc. |
| 2015–2016 | Blindspot: Mapa zbrodni       | Ana Montes            | 2 odc.                  |
| 2016–2020 | Elena z Avaloru               | Elena (głos)          | gł. rola                |
| 2016      | Elena i sekret Avaloru        | Elena (głos)          | film TV                 |
| 2016      | MacGyver                      | Cindy                 | 1 odc.                  |
| 2017      | American Horror Story: Kult   | Picnic Girl           | 1 odc.                  |
| 2018–2020 | She-Ra i księżniczki mocy     | Adora / She-Ra (głos) | gł. rola                |
| 2019      | The Village                   | Sofia Lopez           | 5 odc.                  |
| 2021      | Sprzątaczka                   | Alex                  | miniserial, 2 odc.      |
| 2021      | Głowa rodziny                 | Hispanic Girl         | 1 odc.                  |
| 2021–2022 | Exandria Unlimited            | Opal                  | spin-off Critical Role  |
| 2022      | The Offer                     | Rosie Molina          | miniserial, 1 odc.      |
| 2022–2023 | Straż ekipa                   | Maria Ramirez         | 2 odc.                  |
| 2023      | Legenda Vox Machiny           | Ashari Girl (głos)    | 1 odc.                  |
| 2023      | Konsultant                    | Patti                 | w gł. obsadzie; 8 odc.  |